# بال‌توریان پاشکافته
بال‌توریان پاشکافته (نام علمی: Nymphidae) نام یک تیره از راسته بال‌توری‌سانان است.